# 红颈啄木鸟
红颈啄木鸟（学名：Picus rabieri）为啄木鸟科绿啄木鸟属的鸟类。在中国大陆，分布于云南等地。该物种的模式产地在越南。